# Brave Murder Day
Brave Murder Day ist das zweite Album von Katatonia. Es wurde im Jahr 1996 von Avantgarde Music veröffentlicht. Der Gesang auf dem Album wurde von Mikael Åkerfeldt von Opeth übernommen. Die Wiederveröffentlichung des Albums von Century Black beinhaltete die vier Titel der EP For Funerals to Come, während die spätere Wiederveröffentlichung von Peaceville Records alle 3 Titel der EP Sounds of Decay beinhaltete. Im Jahr 2004 veröffentlichte Northern Silence Productions das Album auf Vinyl.

## Info
- Der Titel Endtime ist eines der wenigen Lieder von Katatonia mit Samples. Der Sample stammt aus dem Film Shining von Stanley Kubrick. In der zweiten Hälfte des Lieds ist Folgendes zu hören:

Stuart Ullman: Because, for some people solitude and isolation can, of itself, become a problem.
Jack Torrance: Not for me.
- Das Lied 12 ist eine Neuaufnahme des Lieds Black Erotica, das 1995 auf der Kompilation W.A.R. Compilation – Volume One veröffentlicht worden war. Die Originalversion befindet sich ebenfalls auf der Compilation Brave Yester Days.
- 2006 veröffentlichte Peaceville Records eine neu gemasterte Version des Albums mit den Liedern der EP Sounds of Decay als Bonusmaterial.
- Die limitierte Fassung von Dark Fortress’ Album Stab Wounds enthält eine Coverversion von Endtime.

## Titelliste
1. Brave – 10:16
2. Murder – 4:54
3. Day – 4:28
4. Rainroom – 6:31
5. 12 – 8:18
6. Endtime – 6:46

Musik von Katatonia, Texte von Jonas Renkse.

## Kritiken
Frank Stöver schrieb im Voices from the Darkside, Brave Murder Day sei nicht als Metal-Album anzusehen, da die Musik sich eher dem Gothic Rock von Bands wie Fields of the Nephilim ähnele; es sei „eine gute Gothic-Veröffentlichung, aber ein schwaches Katatonia-Comeback“.